# Comuni di confine della Svizzera

## Austria
I comuni sono elencati da nord a sud.
| Comune              | Cantone       | Confinante con                         |
| ------------------- | ------------- | -------------------------------------- |
| Thal                | San Gallo (8) | Fußach, Gaißau                         |
| Rheineck            | San Gallo (8) | Gaißau                                 |
| Sankt Margrethen    | San Gallo (8) | Gaißau, Höchst, Lustenau               |
| Au                  | San Gallo (8) | Lustenau                               |
| Widnau              | San Gallo (8) | Lustenau                               |
| Diepoldsau          | San Gallo (8) | Altach, Hohenems, Lustenau             |
| Oberriet            | San Gallo (8) | Altach, Koblach, Mäder, Meiningen      |
| Rüthi               | San Gallo (8) | Feldkirch, Meiningen                   |
| Maienfeld           | Grigioni (9)  | Nenzing                                |
| Seewis im Prättigau | Grigioni (9)  | Brand, Nenzing, Vandans                |
| Schiers             | Grigioni (9)  | Tschagguns, Vandans                    |
| Luzein              | Grigioni (9)  | Sankt Gallenkirch, Tschagguns          |
| Klosters            | Grigioni (9)  | Sankt Gallenkirch, Gaschurn            |
| Zernez              | Grigioni (9)  | Gaschurn                               |
| Scuol               | Grigioni (9)  | Galtür, Gaschurn, Ischgl               |
| Valsot              | Grigioni (9)  | Galtür, Ischgl, Nauders, Pfunds, Spiss |
| Samnaun             | Grigioni (9)  | Ischgl, Kappl, See, Spiss              |

## Francia
I comuni sono elencati da nord a sud, divisi per cantone.
| Comune               | Cantone              | Confinante con                                                                 |
| -------------------- | -------------------- | ------------------------------------------------------------------------------ |
| Basilea              | Basilea Città (1)    | Huningue, Saint-Louis                                                          |
| Allschwil            | Basilea Campagna (5) | Buschwiller, Hégenheim, Neuwiller, Saint-Louis                                 |
| Oberwil              | Basilea Campagna (5) | Neuwiller                                                                      |
| Biel-Benken          | Basilea Campagna (5) | Leymen, Neuwiller                                                              |
| Burg im Leimental    | Basilea Campagna (5) | Biederthal, Wolschwiller                                                       |
| Roggenburg           | Basilea Campagna (5) | Kiffis                                                                         |
| Bättwil              | Soletta (5)          | Leymen                                                                         |
| Hofstetten-Flüh      | Soletta (5)          | Leymen                                                                         |
| Metzerlen-Mariastein | Soletta (5)          | Biederthal, Leymen                                                             |
| Rodersdorf           | Soletta (5)          | Biederthal, Leymen, Liebenswiller, Oltingue                                    |
| Kleinlützel          | Soletta (5)          | Kiffis, Wolschwiller                                                           |
| Pleigne              | Giura (17)           | Kiffis, Lucelle                                                                |
| La Baroche           | Giura (17)           | Levoncourt, Lucelle, Oberlarg                                                  |
| Vendlincourt         | Giura (17)           | Courtavon, Levoncourt                                                          |
| Bonfol               | Giura (17)           | Courtavon, Pfetterhouse                                                        |
| Beurnevésin          | Giura (17)           | Pfetterhouse, Réchésy                                                          |
| Lugnez               | Giura (17)           | Courcelles, Réchésy                                                            |
| Basse-Allaine        | Giura (17)           | Courcelles, Réchésy, Villars-le-Sec                                            |
| Boncourt             | Giura (17)           | Courcelles, Delle, Florimont, Lebetain, Saint-Dizier-l'Évêque, Villars-le-Sec  |
| Bure                 | Giura (17)           | Croix, Villars-le-Sec                                                          |
| Fahy                 | Giura (17)           | Abbévillers, Croix                                                             |
| Grandfontaine        | Giura (17)           | Abbévillers, Dannemarie, Glay                                                  |
| Haute-Ajoie          | Giura (17)           | Dannemarie, Glère, Montancy, Montjoie-le-Château, Vaufrey, Villars-lès-Blamont |
| Fontenais            | Giura (17)           | Montancy                                                                       |
| Clos du Doubs        | Giura (17)           | Burnevillers, Indevillers, Montancy                                            |
| Saignelégier         | Giura (17)           | Charmauvillers, Fessevillers, Goumois, Indevillers                             |
| Le Noirmont          | Giura (17)           | Charmauvillers, Charquemont                                                    |
| Les Bois             | Giura (17)           | Charquemont, Fournet-Blancheroche                                              |
| La Chaux-de-Fonds    | Neuchâtel (8)        | Fournet-Blancheroche, Grand'Combe-des-Bois, Les Fontenelles                    |
| Les Planchettes      | Neuchâtel (8)        | Grand'Combe-des-Bois, Villers-le-Lac                                           |
| Le Locle             | Neuchâtel (8)        | Villers-le-Lac                                                                 |
| Le Cerneux-Péquignot | Neuchâtel (8)        | Grand'Combe-Châteleu, Montlebon, Villers-le-Lac                                |
| La Brévine           | Neuchâtel (8)        | Grand'Combe-Châteleu, Hauterive-la-Fresse, Les Gras, Montbenoît, Ville-du-Pont |
| Val-de-Travers       | Neuchâtel (8)        | Hauterive-la-Fresse, Les Alliés                                                |
| Les Verrières        | Neuchâtel (8)        | Les Alliés, Pontarlier, Verrières-de-Joux                                      |
| La Côte-aux-Fées     | Neuchâtel (8)        | Les Fourgs, Verrières-de-Joux                                                  |
| Sainte-Croix         | Vaud (40)            | Les Fourgs, Les Hôpitaux-Vieux                                                 |
| Baulmes              | Vaud (40)            | Jougne, Les Hôpitaux-Vieux                                                     |
| L'Abergement         | Vaud (40)            | Jougne                                                                         |
| Lignerolle           | Vaud (40)            | Jougne                                                                         |
| Ballaigues           | Vaud (40)            | Jougne                                                                         |
| Vallorbe             | Vaud (40)            | Jougne, Longevilles-Mont-d'Or, Rochejean                                       |
| Le Lieu              | Vaud (40)            | Les Villedieu, Mouthe, Rochejean, Sarrageois                                   |
| Le Chenit            | Vaud (40)            | Bois-d'Amont, Chapelle-des-Bois, Chaux-Neuve, Mouthe                           |
| Arzier-Le Muids      | Vaud (40)            | Bois-d'Amont, Les Rousses                                                      |
| Saint-Cergue         | Vaud (40)            | Les Rousses, Prémanon                                                          |
| Gingins              | Vaud (40)            | Prémanon                                                                       |
| La Rippe             | Vaud (40)            | Divonne-les-Bains, Prémanon                                                    |
| Crassier             | Vaud (40)            | Divonne-les-Bains                                                              |
| Bogis-Bossey         | Vaud (40)            | Divonne-les-Bains                                                              |
| Chavannes-de-Bogis   | Vaud (40)            | Divonne-les-Bains                                                              |
| Commugny             | Vaud (40)            | Divonne-les-Bains, Grilly                                                      |
| Chavannes-des-Bois   | Vaud (40)            | Grilly                                                                         |
| Coppet               | Vaud (40)            | Chens-sur-Léman                                                                |
| Founex               | Vaud (40)            | Chens-sur-Léman                                                                |
| Crans-près-Céligny   | Vaud (40)            | Chens-sur-Léman, Messery                                                       |
| Nyon                 | Vaud (40)            | Messery                                                                        |
| Prangins             | Vaud (40)            | Messery, Nernier                                                               |
| Gland                | Vaud (40)            | Nernier, Yvoire                                                                |
| Dully                | Vaud (40)            | Yvoire                                                                         |
| Bursinel             | Vaud (40)            | Yvoire                                                                         |
| Rolle                | Vaud (40)            | Anthy-sur-Léman                                                                |
| Perroy               | Vaud (40)            | Anthy-sur-Léman                                                                |
| Allaman              | Vaud (40)            | Anthy-sur-Léman                                                                |
| Buchillon            | Vaud (40)            | Anthy-sur-Léman, Thonon-les-Bains                                              |
| Saint-Prex           | Vaud (40)            | Publier, Thonon-les-Bains                                                      |
| Tolochenaz           | Vaud (40)            | Publier                                                                        |
| Morges               | Vaud (40)            | Publier                                                                        |
| Préverenges          | Vaud (40)            | Publier                                                                        |
| Saint-Sulpice        | Vaud (40)            | Évian-les-Bains, Publier                                                       |
| Losanna              | Vaud (40)            | Évian-les-Bains, Lugrin, Maxilly-sur-Léman, Neuvecelle                         |
| Pully                | Vaud (40)            | Lugrin                                                                         |
| Paudex               | Vaud (40)            | Lugrin                                                                         |
| Lutry                | Vaud (40)            | Lugrin                                                                         |
| Bourg-en-Lavaux      | Vaud (40)            | Meillerie                                                                      |
| Puidoux              | Vaud (40)            | Meillerie, Saint-Gingolph                                                      |
| Versoix              | Ginevra (24)         | Grilly, Sauverny, Versonnex                                                    |
| Collex-Bossy         | Ginevra (24)         | Ferney-Voltaire, Ornex, Versonnex                                              |
| Bellevue             | Ginevra (24)         | Ferney-Voltaire                                                                |
| Le Grand-Saconnex    | Ginevra (24)         | Ferney-Voltaire                                                                |
| Meyrin               | Ginevra (24)         | Ferney-Voltaire, Prévessin-Moëns                                               |
| Satigny              | Ginevra (24)         | Prévessin-Moëns, Saint-Genis-Pouilly, Thoiry                                   |
| Dardagny             | Ginevra (24)         | Challex, Péron, Saint-Jean-de-Gonville, Thoiry                                 |
| Avully               | Ginevra (24)         | Challex                                                                        |
| Chancy               | Ginevra (24)         | Challex, Pougny, Valleiry, Viry, Vulbens                                       |
| Avusy                | Ginevra (24)         | Viry                                                                           |
| Soral                | Ginevra (24)         | Saint-Julien-en-Genevois, Viry                                                 |
| Perly-Certoux        | Ginevra (24)         | Saint-Julien-en-Genevois                                                       |
| Bardonnex            | Ginevra (24)         | Archamps, Bossey, Collonges-sous-Salève, Saint-Julien-en-Genevois              |
| Troinex              | Ginevra (24)         | Bossey, Collonges-sous-Salève, Étrembières                                     |
| Veyrier              | Ginevra (24)         | Bossey, Étrembières, Gaillard                                                  |
| Thônex               | Ginevra (24)         | Ambilly, Gaillard                                                              |
| Puplinge             | Ginevra (24)         | Ambilly, Ville-la-Grand                                                        |
| Presinge             | Ginevra (24)         | Juvigny, Ville-la-Grand                                                        |
| Jussy                | Ginevra (24)         | Juvigny, Machilly, Saint-Cergues                                               |
| Gy                   | Ginevra (24)         | Machilly, Veigy-Foncenex                                                       |
| Corsier              | Ginevra (24)         | Veigy-Foncenex                                                                 |
| Anières              | Ginevra (24)         | Veigy-Foncenex                                                                 |
| Hermance             | Ginevra (24)         | Veigy-Foncenex, Veigy-Foncenex                                                 |
| Céligny              | Ginevra (24)         | Chens-sur-Léman                                                                |
| Saint-Gingolph       | Vallese (13)         | Saint-Gingolph, F, Novel                                                       |
| Vouvry               | Vallese (13)         | La Chapelle-d'Abondance, Novel                                                 |
| Vionnaz              | Vallese (13)         | Châtel                                                                         |
| Collombey-Muraz      | Vallese (13)         | Châtel                                                                         |
| Monthey              | Vallese (13)         | Châtel, Montriond                                                              |
| Troistorrents        | Vallese (13)         | Châtel                                                                         |
| Val-d'Illiez         | Vallese (13)         | Châtel, Montriond                                                              |
| Champéry             | Vallese (13)         | Montriond, Morzine, Samoëns, Sixt-Fer-à-Cheval                                 |
| Evionnaz             | Vallese (13)         | Sixt-Fer-à-Cheval                                                              |
| Salvan               | Vallese (13)         | Sixt-Fer-à-Cheval                                                              |
| Finhaut              | Vallese (13)         | Sixt-Fer-à-Cheval, Vallorcine                                                  |
| Trient               | Vallese (13)         | Chamonix-Mont-Blanc, Vallorcine                                                |
| Orsières             | Vallese (13)         | Chamonix-Mont-Blanc                                                            |

## Germania
I comuni sono elencati da ovest a est.
| Comune                 | Cantone              | Confinante con                                                  |
| ---------------------- | -------------------- | --------------------------------------------------------------- |
| Basilea                | Basilea Città (3)    | Weil am Rhein                                                   |
| Riehen                 | Basilea Città (3)    | Grenzach-Wyhlen, Inzlingen, Lörrach, Weil am Rhein              |
| Bettingen              | Basilea Città (3)    | Grenzach-Wyhlen, Inzlingen                                      |
| Birsfelden             | Basilea Campagna (4) | Grenzach-Wyhlen                                                 |
| Muttenz                | Basilea Campagna (4) | Grenzach-Wyhlen                                                 |
| Pratteln               | Basilea Campagna (4) | Grenzach-Wyhlen                                                 |
| Augst                  | Basilea Campagna (4) | Grenzach-Wyhlen                                                 |
| Kaiseraugst            | Argovia (18)         | Grenzach-Wyhlen, Rheinfelden                                    |
| Rheinfelden            | Argovia (18)         | Rheinfelden, Schwörstadt                                        |
| Möhlin                 | Argovia (18)         | Schwörstadt, Wehr                                               |
| Wallbach               | Argovia (18)         | Bad Säckingen, Wehr                                             |
| Mumpf                  | Argovia (18)         | Bad Säckingen                                                   |
| Stein                  | Argovia (18)         | Bad Säckingen                                                   |
| Sisseln                | Argovia (18)         | Bad Säckingen, Murg                                             |
| Kaisten                | Argovia (18)         | Laufenburg, Murg                                                |
| Laufenburg             | Argovia (18)         | Laufenburg, D                                                   |
| Mettauertal            | Argovia (18)         | Albbruck, Laufenburg, D                                         |
| Schwaderloch           | Argovia (18)         | Albbruck, Dogern                                                |
| Leibstadt              | Argovia (18)         | Dogern                                                          |
| Full-Reuenthal         | Argovia (18)         | Dogern, Waldshut-Tiengen                                        |
| Leuggern               | Argovia (18)         | Waldshut-Tiengen                                                |
| Koblenz                | Argovia (18)         | Küssaberg, Waldshut-Tiengen                                     |
| Zurzach                | Argovia (18)         | Küssaberg, Hohentengen am Hochrhein                             |
| Mellikon               | Argovia (18)         | Hohentengen am Hochrhein, Küssaberg                             |
| Fisibach               | Argovia (18)         | Hohentengen am Hochrhein                                        |
| Weiach                 | Zurigo (10)          | Hohentengen am Hochrhein                                        |
| Glattfelden            | Zurigo (10)          | Hohentengen am Hochrhein                                        |
| Hüntwangen             | Zurigo (10)          | Hohentengen am Hochrhein                                        |
| Wasterkingen           | Zurigo (10)          | Hohentengen am Hochrhein, Klettgau                              |
| Wil                    | Zurigo (10)          | Dettighofen, Klettgau                                           |
| Rafz                   | Zurigo (10)          | Dettighofen, Jestetten, Lottstetten                             |
| Marthalen              | Zurigo (10)          | Lottstetten                                                     |
| Rheinau                | Zurigo (10)          | Jestetten, Lottstetten                                          |
| Dachsen                | Zurigo (10)          | Jestetten                                                       |
| Laufen-Uhwiesen        | Zurigo (10)          | Jestetten                                                       |
| Rüdlingen              | Sciaffusa (19)       | Lottstetten                                                     |
| Neuhausen am Rheinfall | Sciaffusa (19)       | Jestetten                                                       |
| Beringen               | Sciaffusa (19)       | Jestetten                                                       |
| Neunkirch              | Sciaffusa (19)       | Jestetten                                                       |
| Wilchingen             | Sciaffusa (19)       | Dettighofen, Eggingen, Jestetten, Klettgau                      |
| Trasadingen            | Sciaffusa (19)       | Eggingen, Klettgau                                              |
| Hallau                 | Sciaffusa (19)       | Eggingen, Stühlingen                                            |
| Oberhallau             | Sciaffusa (19)       | Stühlingen                                                      |
| Schleitheim            | Sciaffusa (19)       | Blumberg, Stühlingen                                            |
| Beggingen              | Sciaffusa (19)       | Blumberg                                                        |
| Merishausen            | Sciaffusa (19)       | Blumberg, Tengen                                                |
| Bargen                 | Sciaffusa (19)       | Blumberg, Tengen                                                |
| Büttenhardt            | Sciaffusa (19)       | Tengen                                                          |
| Thayngen               | Sciaffusa (19)       | Gottmadingen, Hilzingen, Tengen                                 |
| Sciaffusa              | Sciaffusa (19)       | Büsingen am Hochrhein                                           |
| Dörflingen             | Sciaffusa (19)       | Büsingen am Hochrhein, Gailingen am Hochrhein, Gottmadingen     |
| Ramsen                 | Sciaffusa (19)       | Gailingen am Hochrhein, Gottmadingen, Rielasingen-Worblingen    |
| Hemishofen             | Sciaffusa (19)       | Öhningen, Rielasingen-Worblingen, Singen (Hohentwiel)           |
| Stein am Rhein         | Sciaffusa (19)       | Öhningen                                                        |
| Diessenhofen           | Turgovia (21)        | Büsingen am Hochrhein, Gailingen am Hochrhein                   |
| Eschenz                | Turgovia (21)        | Öhningen                                                        |
| Mammern                | Turgovia (21)        | Öhningen                                                        |
| Steckborn              | Turgovia (21)        | Gaienhofen, Öhningen                                            |
| Berlingen              | Turgovia (21)        | Gaienhofen, Reichenau                                           |
| Salenstein             | Turgovia (21)        | Gaienhofen, Reichenau                                           |
| Ermatingen             | Turgovia (21)        | Costanza, Reichenau                                             |
| Gottlieben             | Turgovia (21)        | Costanza, Reichenau                                             |
| Tägerwilen             | Turgovia (21)        | Costanza, Reichenau                                             |
| Kreuzlingen            | Turgovia (21)        | Costanza                                                        |
| Bottighofen            | Turgovia (21)        | Costanza, Meersburg                                             |
| Münsterlingen          | Turgovia (21)        | Costanza, Hagnau am Bodensee, Meersburg, Stetten                |
| Altnau                 | Turgovia (21)        | Hagnau am Bodensee, Stetten                                     |
| Güttingen              | Turgovia (21)        | Hagnau am Bodensee, Immenstaad am Bodensee, Stetten             |
| Kesswil                | Turgovia (21)        | Hagnau am Bodensee, Immenstaad am Bodensee                      |
| Uttwil                 | Turgovia (21)        | Friedrichshafen, Immenstaad am Bodensee                         |
| Romanshorn             | Turgovia (21)        | Friedrichshafen, Immenstaad am Bodensee                         |
| Salmsach               | Turgovia (21)        | Friedrichshafen                                                 |
| Egnach                 | Turgovia (21)        | Eriskirch, Friedrichshafen                                      |
| Arbon                  | Turgovia (21)        | Eriskirch, Friedrichshafen, Kressbronn am Bodensee, Langenargen |
| Horn                   | Turgovia (21)        | Kressbronn am Bodensee, Nonnenhorn, Wasserburg (Bodensee)       |
| Steinach               | San Gallo (2)        | Kressbronn am Bodensee, Langenargen, Nonnenhorn                 |
| Thal                   | San Gallo (2)        | Nonnenhorn, Wasserburg (Bodensee)                               |

## Italia
I comuni sono elencati da ovest a est.
| Comune               | Cantone       | Confinante con                                                                    |
| -------------------- | ------------- | --------------------------------------------------------------------------------- |
| Orsières             | Vallese (12)  | Courmayeur, Saint-Rhémy-en-Bosses                                                 |
| Bourg-Saint-Pierre   | Vallese (12)  | Etroubles, Ollomont, Saint-Oyen, Saint-Rhémy-en-Bosses                            |
| Bagnes               | Vallese (12)  | Bionaz, Ollomont                                                                  |
| Evolène              | Vallese (12)  | Bionaz                                                                            |
| Zermatt              | Vallese (12)  | Alagna Valsesia, Ayas, Bionaz, Gressoney-La-Trinité, Macugnaga, Valtournenche     |
| Saas-Almagell        | Vallese (12)  | Antrona Schieranco, Ceppo Morelli, Macugnaga                                      |
| Zwischbergen         | Vallese (12)  | Antrona Schieranco, Trasquera, Varzo                                              |
| Ried-Briga           | Vallese (12)  | Varzo                                                                             |
| Grengiols            | Vallese (12)  | Baceno, Varzo                                                                     |
| Binn                 | Vallese (12)  | Baceno, Formazza                                                                  |
| Goms                 | Vallese (12)  | Formazza                                                                          |
| Obergoms             | Vallese (12)  | Formazza                                                                          |
| Bedretto             | Ticino (30)   | Formazza                                                                          |
| Cevio                | Ticino (30)   | Formazza                                                                          |
| Bosco Gurin          | Ticino (30)   | Formazza, Premia                                                                  |
| Campo                | Ticino (30)   | Montecrestese, Premia, Santa Maria Maggiore                                       |
| Onsernone            | Ticino (30)   | Craveggia, Re, Santa Maria Maggiore                                               |
| Centovalli           | Ticino (30)   | Re, Valle Cannobina                                                               |
| Brissago             | Ticino (30)   | Cannobio, Maccagno con Pino e Veddasca, Tronzano Lago Maggiore, Valle Cannobina   |
| Gambarogno           | Ticino (30)   | Curiglia con Monteviasco, Maccagno con Pino e Veddasca, Tronzano Lago Maggiore    |
| Alto Malcantone      | Ticino (30)   | Curiglia con Monteviasco                                                          |
| Miglieglia           | Ticino (30)   | Curiglia con Monteviasco, Dumenza                                                 |
| Novaggio             | Ticino (30)   | Dumenza                                                                           |
| Astano               | Ticino (30)   | Dumenza                                                                           |
| Tresa                | Ticino (30)   | Cadegliano-Viconago, Cremenaga, Dumenza, Lavena Ponte Tresa, Luino                |
| Caslano              | Ticino (30)   | Brusimpiano, Lavena Ponte Tresa                                                   |
| Lugano               | Ticino (30)   | Brusimpiano, Campione d'Italia, Cavargna, Alta Valle Intelvi, Val Rezzo, Valsolda |
| Morcote              | Ticino (30)   | Brusimpiano, Porto Ceresio                                                        |
| Brusino Arsizio      | Ticino (30)   | Porto Ceresio                                                                     |
| Mendrisio            | Ticino (30)   | Besano, Bizzarone, Clivio, Porto Ceresio, Saltrio, Viggiù                         |
| Stabio               | Ticino (30)   | Bizzarone, Cantello, Clivio, Rodero                                               |
| Novazzano            | Ticino (30)   | Bizzarone, Uggiate con Ronago                                                     |
| Chiasso              | Ticino (30)   | Cavallasca, Colverde, Como, Uggiate con Ronago                                    |
| Vacallo              | Ticino (30)   | Cernobbio, Como, Maslianico                                                       |
| Breggia              | Ticino (30)   | Cernobbio, Moltrasio, Centro Valle Intelvi, Schignano                             |
| Castel San Pietro    | Ticino (30)   | Centro Valle Intelvi                                                              |
| Val Mara             | Ticino (30)   | Alta Valle Intelvi, Centro Valle Intelvi                                          |
| Arogno               | Ticino (30)   | Campione d'Italia, Alta Valle Intelvi                                             |
| Bissone              | Ticino (30)   | Campione d'Italia                                                                 |
| Melide               | Ticino (30)   | Campione d'Italia                                                                 |
| Paradiso             | Ticino (30)   | Campione d'Italia                                                                 |
| Bellinzona           | Ticino (30)   | Cavargna, San Nazzaro Val Cavargna                                                |
| Roveredo             | Grigioni (24) | Gravedona ed Uniti, Dosso del Liro                                                |
| San Vittore          | Grigioni (24) | Gravedona ed Uniti                                                                |
| Grono                | Grigioni (24) | Dosso del Liro, Gordona                                                           |
| Cama                 | Grigioni (24) | Dosso del Liro, Gordona, Livo                                                     |
| Lostallo             | Grigioni (24) | Gordona, Menarola                                                                 |
| Soazza               | Grigioni (24) | Menarola, San Giacomo Filippo                                                     |
| Mesocco              | Grigioni (24) | Campodolcino, Madesimo, San Giacomo Filippo                                       |
| Splügen              | Grigioni (24) | Madesimo                                                                          |
| Sufers               | Grigioni (24) | Madesimo                                                                          |
| Ferrera              | Grigioni (24) | Madesimo, Piuro                                                                   |
| Avers                | Grigioni (24) | Piuro                                                                             |
| Bregaglia            | Grigioni (24) | Chiesa in Valmalenco, Novate Mezzola, Val Masino, Villa di Chiavenna              |
| Sils im Engadin/Segl | Grigioni (24) | Chiesa in Valmalenco, Lanzada                                                     |
| Samedan              | Grigioni (24) | Lanzada                                                                           |
| Pontresina           | Grigioni (24) | Lanzada, Livigno                                                                  |
| Poschiavo            | Grigioni (24) | Chiuro, Grosio, Grosotto, Lanzada, Livigno, Valdidentro                           |
| Brusio               | Grigioni (24) | Bianzone, Chiuro, Grosotto, Teglio, Tirano, Vervio, Villa di Tirano               |
| Zuoz                 | Grigioni (24) | Livigno                                                                           |
| S-chanf              | Grigioni (24) | Livigno                                                                           |
| Zernez               | Grigioni (24) | Livigno, Valdidentro                                                              |
| Val Müstair          | Grigioni (24) | Bormio, Prato allo Stelvio, Stelvio, Tubre, Valdidentro                           |
| Scuol                | Grigioni (24) | Malles Venosta, Tubre                                                             |
| Valsot               | Grigioni (24) | Curon Venosta                                                                     |

## Liechtenstein
I comuni sono elencati da nord a sud.
| Comune    | Cantone       | Confinante con           |
| --------- | ------------- | ------------------------ |
| Sennwald  | San Gallo (5) | Eschen, Gamprin, Ruggell |
| Buchs     | San Gallo (5) | Eschen, Schaan, Vaduz    |
| Sevelen   | San Gallo (5) | Triesen, Vaduz           |
| Wartau    | San Gallo (5) | Balzers, Triesen         |
| Sargans   | San Gallo (5) | Balzers                  |
| Fläsch    | Grigioni (2)  | Balzers, Triesen         |
| Maienfeld | Grigioni (2)  | Balzers, Schaan, Triesen |